# 에스타디오 카를로스 타르티에레

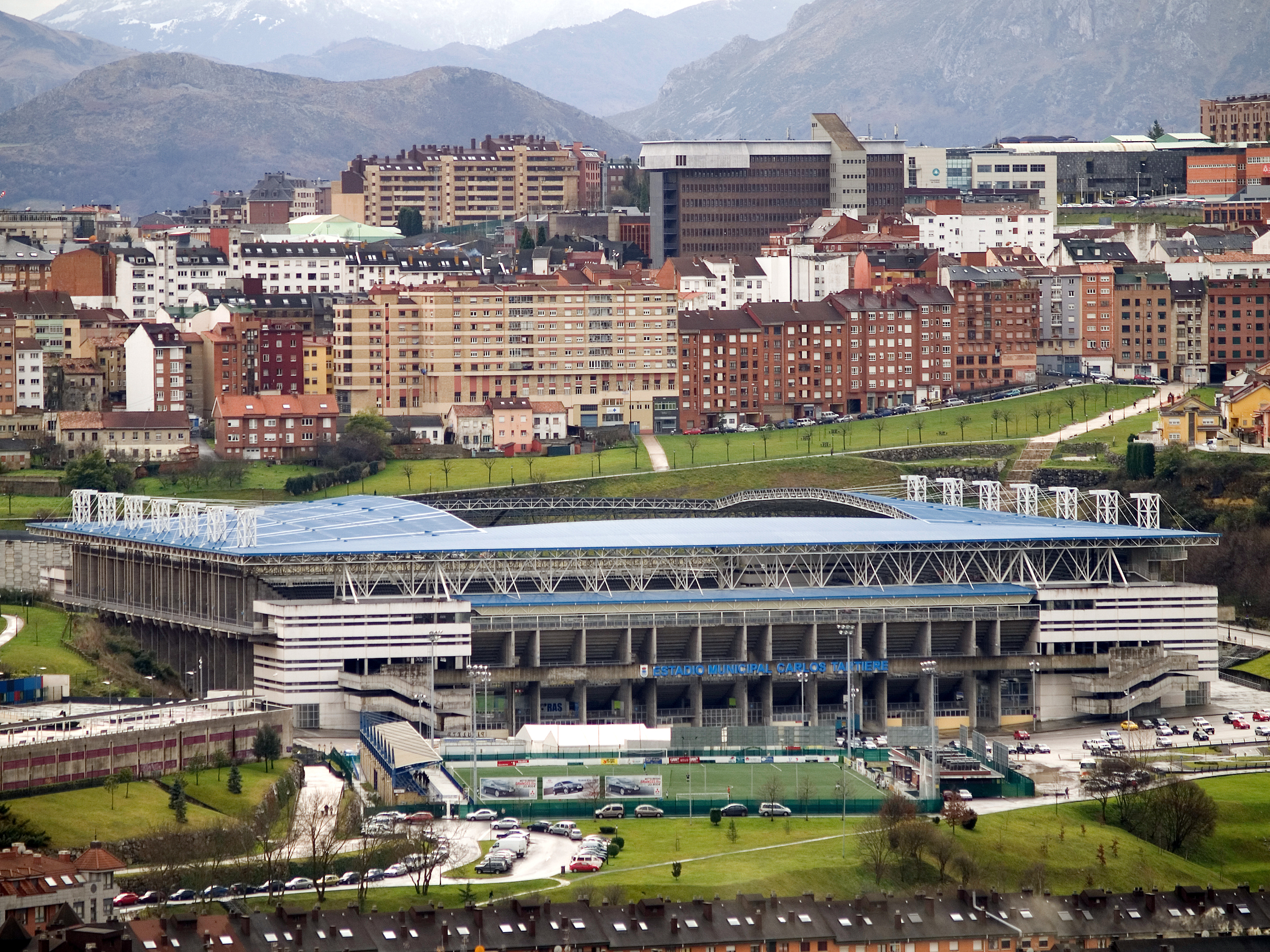
경기장 외관

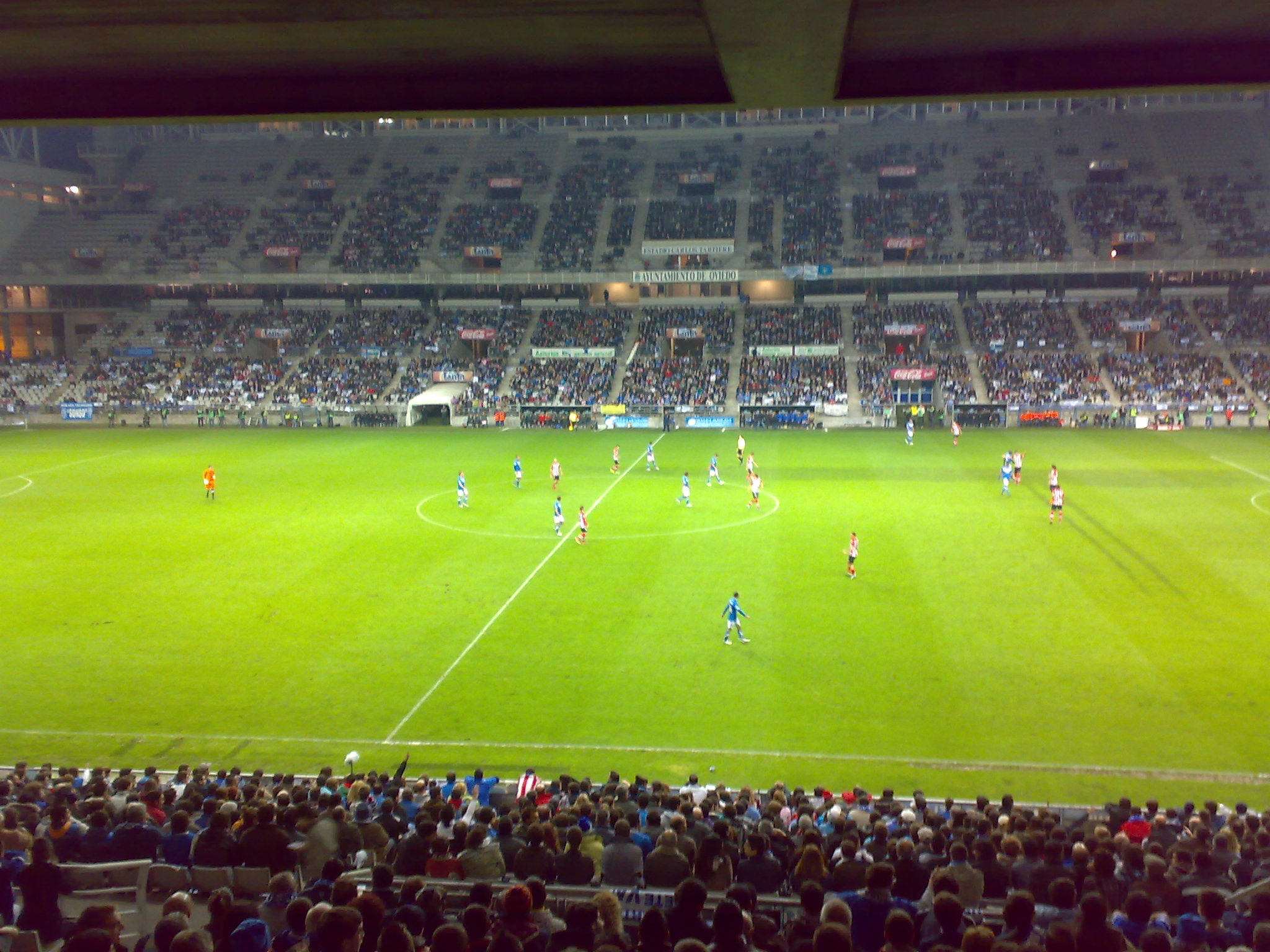
2011년 12월, 아틀레틱 빌바오와의 코파 델 레이 경기 당시 내부

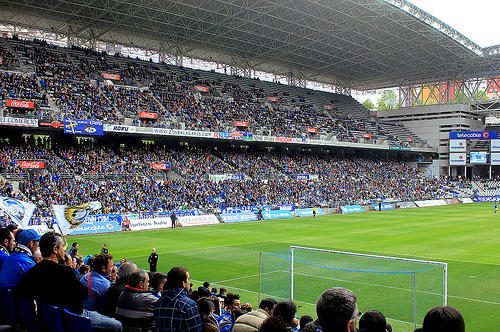
2015년 3월, 라싱 페롤과의 헌정 경기 당시 내부.

에스타디오 무니시팔 카를로스 타르티에레(스페인어: Estadio Municipal Carlos Tartiere)는 스페인 오비에도의 다목적 경기장이다. 30,500명의 관중을 수용할 수 있는 이 경기장은 스페인에서 17번째로 큰 경기장이며 아스투리아스에서 가장 큰 경기장이다. 카를로스 타르티에레 신구장은 1932년에 지어져 오비에도가 안방으로 사용된 동명의 구 구장을 대신하게 되었다. 이 경기장은 스페인 국가대표팀 경기를 3번 주최했는데, 오비에도는 총 7번의 경기를 주최하였고, 스페인 U-21 국가대표팀 경기도 1번 주최했으며, 아스투리아스 대표팀의 경기장으로도 사용된다.

## 역사
경기장은 1998년 6월 18일에 착공했는데, 개장 첫 경기는 2000년 9월 17일에 열린 오비에도와 라스 팔마스 간의 라 리가 경기였다. 이 경기장은 2000년 9월 20일에 오비에도와 파르티잔 간의 경기로 공식 개장했다.
신 구장은 여러 매체로부터 위치 선정 등의 이유로 비판의 대상이 되었는데, 이 경기장은 대규모 관중의 비상 탈출을 위한 설비가 미흡했기 때문이다. 더 나아가서, 경기장 관리가 특히 겨울마다 엄습하는 축축한 기후와 일조량 부족으로 인해 애로가 많기도 했다. 또한, 경기장 정면이 그대로 노출되어 있기 때문에 경기장 내부가 추운 것도 지적 사항이었는데, 오비에도의 특징을 나타내는 파란색 대신에 내부와 외부, 콘크리트로 된 건물 정면 등이 모두 회색으로 칠해져 구단의 정체성이 부족한 것도 문제였다. 이에도 불구하고, 경기장 설계자들 중 하나인 에밀리오 랴노는 "토양이 아닌 잔디가 문제일 수 있다"며 자신의 문제가 아니라고 옹호했다.
이 경기장의 첫 매진 경기는 2001년 10월 28일에 벌어진 스포르팅 히혼과의 첫 아스투리아스 더비 경기이다. 이 경기에서 스포르팅 히혼이 2-0으로 이겼다.
2009년 5월 24일, 27,214명의 관중이 웅집하면서 테르세라 디비시온 역대 최다 관중 기록을 경신했다. 기록을 경신한 경기는 마요르카 B와의 2009년 조별 플레이오프전 경기로, 오비에도가 1-0 승리를 거두었다.

## 국가대표팀 경기
이 경기장에서 열린 첫 국가대표팀 경기는 2000년 12월 23일에 벌어진 아스투리아스 대표팀과 마케도니아 간의 경기였다. 이 경기를 관람하기 위해 25,000명의 관중이 웅집했는데, 후아넬레의 결승골로 아스투리아스가 1-0으로 이겼다.
스페인 국가대표팀도 카를로스 타르티에레 신구장에서 3번의 경기를 치렀다. 첫 경기는 2001년 6월 6일, 보스니아 헤르체고비나와의 경기로, 경기는 스페인의 4-1 대승으로 끝났고, 2번째 경기는 2007년 9월 12일에 벌어진 라트비아와의 경기로 2-0으로 스페인이 승리했다. 2015년 9월 5일, 스페인은 슬로바키아를 상대로 유로 2016 예선전 경기에서 2-0으로 이겼다.
2011년, 스페인 U-21 국가대표팀은 폴란드를 상대로 공식 경기를 치러 2-0으로 이겼다.

### 개최한 스페인 국가대표팀 경기
| 날짜            | 상대                  | 점수 | 대회                 | 관     |
| --------------- | --------------------- | ---- | -------------------- | ------ |
| 2001년 6월 2일  | 보스니아 헤르체고비나 | 4–1  | 2002년 월드컵 예선전 | 28,000 |
| 2007년 9월 12일 | 라트비아              | 2–0  | 유로 2008 예선전     | 26,000 |
| 2015년 9월 5일  | 슬로바키아            | 2–0  | 유로 2016 예선전     | 24,000 |

## 리그 관중 수
다음은 오비에도의 카를로스 타르티에레 신 구장 리그 및 플레이오프전 관중수 통계이다.
이 경기장은 스포르팅 히혼과의 2002-03 시즌에 열린 경기를 치르고 한 경기 동안 문을 닫았다. 경기 외적으로 경기 내용에 대한 기록이 남지 않았다. 그에 따라 이미 세군다 디비시온 B 강등을 확정짓고 아빌레스에서 수아레스 푸에르타의 1,500명의 지지자들 앞에서 레반테를 상대했다. 또한 코로나19 범유행 이후의 무관중 경기는 통계에서 제외되어 있다.
| 시즌                      | 계      | 대     | 소     | 평     |
| ------------------------- | ------- | ------ | ------ | ------ |
| 라리가 2000-01            | 452,200 | 29,000 | 16,500 | 23,800 |
| 세군다 디비시온 2001-02   | 319,050 | 30,500 | 7,531  | 15,193 |
| 세군다 디비시온 2002-03   | 221,797 | 12,898 | 7,180  | 11,090 |
| 테르세라 디비시온 2003-04 | 149,900 | 20,127 | 3,867  | 7,138  |
| 테르세라 디비시온 2004-05 | 154,643 | 21,000 | 4,321  | 7,364  |
| 세군다 디비시온 B 2005-06 | 120,188 | 8,622  | 3,879  | 6,326  |
| 세군다 디비시온 B 2006-07 | 98,912  | 6,935  | 1,000  | 5,206  |
| 테르세라 디비시온 2007-08 | 111,090 | 23,915 | 1,000  | 5,847  |
| 테르세라 디비시온 2008-09 | 117,504 | 27,214 | 4,000  | 5,875  |
| 세군다 디비시온 B 2009-10 | 174,330 | 20,136 | 5,983  | 8,717  |
| 세군다 디비시온 B 2010-11 | 115,690 | 8,557  | 4,354  | 6,089  |
| 세군다 디비시온 B 2011-12 | 126,481 | 10,121 | 5,095  | 6,657  |
| 세군다 디비시온 B 2012-13 | 213,221 | 20,635 | 5,650  | 10,153 |
| 세군다 디비시온 B 2013-14 | 145,521 | 15,132 | 4,506  | 8,085  |
| 세군다 디비시온 B 2014-15 | 289,205 | 30,500 | 8,759  | 13,772 |
| 세군다 디비시온 2015-16   | 291,670 | 22,634 | 8,137  | 13,889 |
| 세군다 디비시온 2016-17   | 284,508 | 18,281 | 8,098  | 13,548 |
| 세군다 디비시온 2017-18   | 294,062 | 25,996 | 10,312 | 14,003 |
| 세군다 디비시온 2018-19   | 282,031 | 23,175 | 5,683  | 13,430 |
| 세군다 디비시온 2019-20   | 196,999 | 20,499 | 8,667  | 13,133 |